# Lene Espedal
Lene Espedal (* 11. Januar 1983) ist eine ehemalige norwegische Fußballspielerin.

## Karriere

### Vereine
Espedal begann für den in Sandved – einem Stadtteil von Sandnes in der gleichnamigen Kommune in der Provinz Rogaland – ansässigen Sandved Idrettslag mit dem Fußballspielen.
Im Alter von 16 Jahren kam sie bereits das erste Mal im Seniorinnenbereich zum Einsatz, als sie für den Klepp IL als Einwechselspielerin ab der 65. Minute im Drittrundenspiel um den nationalen Vereinspokal beim 8:0-Sieg über den Sandnes Ulf am 17. August 1999 eingriff. In der höchsten Spielklasse, der Toppserien, debütierte sie am 29. April 2000 beim 1:0-Sieg im Auswärtsspiel gegen den Kolbotn IL von Beginn an; ihr einziges Punktspieltor in ihren ersten 15 Punktspielen erzielte sie am 12. Juni 2000 bei der 2:3-Niederlage im Auswärtsspiel gegen den FK Larvik mit dem Treffer zum 1:2 in der 47. Minute. Bis zum Ende der Spielzeit 2004 bestritt sie 68 weitere Punktspiele, in denen sie weitere 26 Tore erzielte.
In den Spielzeiten 2005 und 2006 war sie Spielerin des Ligakonkurrenten Kolbotn Idrettslag, für den sie 14 Tore in 21 Punktspielen erzielte und damit zu den beiden Meisterschaften beitrug.
Anschließend zum Klepp IL zurückgekehrt, wurde sie in den Spielzeiten 2007 und 2008 insgesamt 36 Mal in Punktspielen berücksichtigt, in denen sie neun Tore erzielte. Ihr letztes Punktspiel erfolgte am 2. November 2008 (22. Spieltag) in der torlosen Begegnung mit dem Kolbotn IL.

### Nationalmannschaft
Ihr Debüt als Nationalspielerin für den NFF gab sie in der U17-Nationalmannschaft, die das in Freundschaft ausgetragene Länderspiel gegen die U17-Nationalmannschaft Finnlands am 14. Mai 1999 in Tuusula mit 2:0 gewann. In den weiteren zehn Länderspielen in dieser Altersklasse gewann sie drei weitere Begegnungen, zwei endeten Remis und fünf wurden verloren; so wie ihr letztes Länderspiel am 9. Juli 2000 in Oulu mit 4:6 gegen die U17-Nationalmannschaft Finnlands.
Für die U18-Nationalmannschaft bestritt sie am 26. und 28. Juli 2001 zwei Länderspiele, von denen das erste mit 1:0 gegen die U18-Nationalmannschaft Dänemarks im Melløs-Stadion gewonnen, das zweite hingegen mit 2:3 gegen die U18-Nationalmannschaft Deutschlands im Åråsen-Stadion verloren wurde. Es waren die Spiele im Halbfinale und Finale der im eigenen Land ausgetragenen Europameisterschaft. 
Ihre Länderspielkarriere setzte sie in der U19-Nationalmannschaft fort, für die sie vom 17. Februar bis zum 7. Mai 2002 acht Länderspiele bestritt. In den ersten drei wurde sie in der EM-Qualifikationsgruppe D, in den letzten drei in der EM-Gruppe B und dazwischen am 19. und 22. März 2002, im zweimaligen Kräftemessen gegen die U19-Nationalmannschaft Schwedens in La Manga del Mar Menor eingesetzt.
Auch in der U21-Nationalmannschaft wurde sie berücksichtigt, für die sie im Spieljahr 2002 und 2003 in jeweils zwei, im Spieljahr 2004 in vier und im Spieljahr 2005 in zwei weiteren Länderspielen aktiv war. Ihr U21-Länderspieldebüt am 22. Juli 2002 in Turku wurde mit einem 4:0-Sieg über die U21-Nationalmannschaft Islands belohnt, ihr letztes Länderspiel am 21. Februar 2005 in La Manga del Mar Menor hingegen bei der 1:3-Niederlage gegen die U21-Nationalmannschaft Frankreichs getrübt.
Ihr einziges Länderspiel für die A-Nationalmannschaft bestritt sie – bei der Teilnahme ihrer Mannschaft am Turnier um den Algarve-Cup 2004 – am 20. März mit dem im Estádio Algarve ausgetragenen und mit 1:4 gegen die US-amerikanische Nationalmannschaft verlorenen Finale; sie wurde in der 90. Minute für Hege Riise eingewechselt.

## Erfolge
Nationalmannschaft
- Algarve-Cup-Finalist 2004
- Finalist U18-Europameisterschaft 2001

Kolbotn IL
- Norwegischer Meister 2005, 2006